# Сан-Дорліго-делла-Валле
Сан-Дорліго-делла-Валле, Сан-Дорліґо-делла-Валле (італ. San Dorligo della Valle, вен. San Dorligo de ła Vałe) — муніципалітет в Італії, у регіоні Фріулі-Венеція-Джулія,  провінція Трієст.
Сан-Дорліго-делла-Валле розташований на відстані близько 430 км на північ від Рима, 6 км на південний схід від Трієста.
Населення — 5815 осіб (2014).

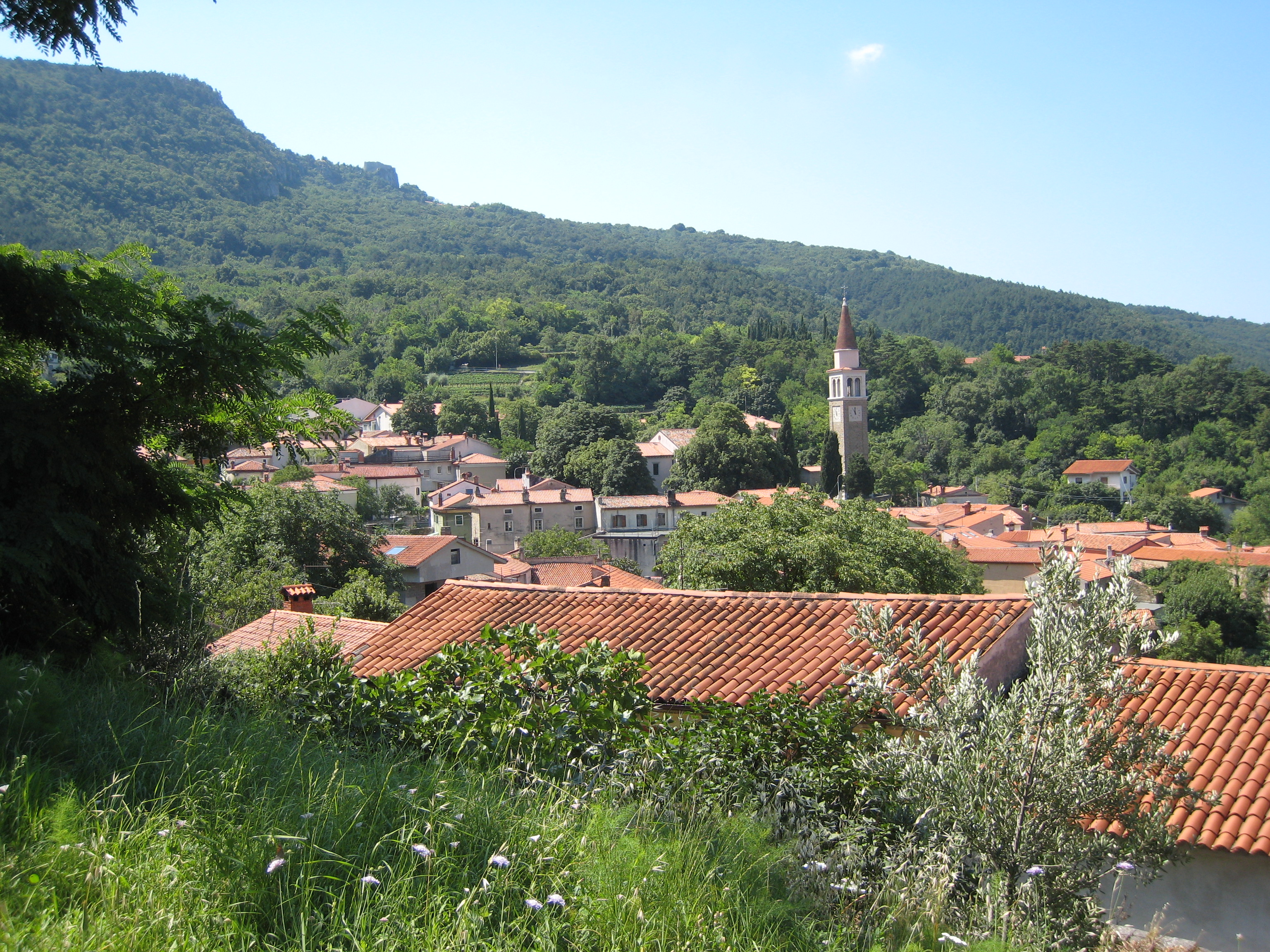

Щорічний фестиваль відбувається 4 липня. Покровитель — Sant'Ulderico.

## Демографія
Населення за роками:

Станом на 1 січня 2023 року в муніципалітеті офіційно проживав 191 іноземець з 29 країн, серед них 100 громадян країн Євросоюзу та 5 громадян України.

## Сусідні муніципалітети
- Каподістрія
- Ерпелле-Козіна
- Сезана
- Муджа
- Трієст